# Brenda Lee
Brenda Lee (eredetileg Brenda Mae Tarpley) (Atlanta, Georgia, 1944. december 11. –) amerikai popénekesnő.
Az 1950-es és az 1960-as években hatalmas népszerűségnek örvendett. Az 1960-as években minden más énekesnőnél többször szerepelt a slágerlisták élén. Csak Elvis Presley, Ray Charles és a Beatles tudták meghaladni népszerűségét.
Miután 1957-ben megjelent Dinamit című dala, a Kis Miss Dinamit becenév terjedt el róla; a törékeny testből előtörő kirobbanó erejű énekhang ámulatba ejtette a hallgatókat. Az 1960-as évek végén, amikor hangja beérett és vesztett őserejéből, népszerűsége csökkent, de folytatta pályáját, visszatérve country énekesi gyökereihez. Még az 1980-as években is kétszer került a tíz legnagyobb sláger listájára. 2023-ban, 78 évesen, a legidősebb előadó lett, akinek dala valaha szerepelt a Billboard Hot 100 slágerlistán, mikor a Rockin’ Around the Christmas Tree listavezető lett, 65 évvel megjelenése után, ami szintén rekord.
Az 1960-as évek elején turnéján az Egyesült Királyságban előzenekara egy akkor alig ismert liverpooli beat együttes volt: a Beatles.

## Korai évek
Apja, Ruben Tarpley valahol félúton Atlanta és Augusta között született Georgiában. Keményen dolgozó farmer volt Georgia vörösagyag övezetében, ahol a talajkimerülés és az Anthonomus grandis nevű gyapotevő rovar tette keservessé az életet. Ruben, bár csak 170 centiméter magasra nőtt, kitűnő dobójátékos volt. 11 évet töltött a hadseregben baseball játékosként. Brenda anyja, Annie Grayce Yarbrough, szintén küzdő, becsületes, de tanulatlan, munkáscsaládból jött, a georgiai Greene megyéből. Egyik dédszülője cseroki indián volt.
Brenda Mae Tarpley az atlantai Grady Kórház jótékonysági kórtermében született 2126 g súllyal. Iskolába mindig ott járt, ahol az apja éppen munkát kapott, többnyire valahol Atlanta és Augusta között. A család szegény volt és egyik napról a másikra élt. Két testvérével osztozott az ágyon olyan házakban, ahol még folyóvíz sem volt. Az élet fő eseményei azok voltak, ha az apa talált munkát, a tágabb család tagjaival találkozhattak, illetve fő helyszíne volt a baptista templom, ahol Brenda vasárnaponként szólót énekelt.
Zenei csodagyerek volt. Bár a lakhelyeiken az apa életében áram nem volt, volt egy elemes rádiójuk, ami már kisgyermekként csodálatba ejtette Brendát. Kétéves korára képes lett rá, hogy egyszer meghallgatva egy zenét a rádióban utána elfütyülje a teljes dallamot. Anyja és nővére is visszaidézte, hogy többször is elvitték az édességboltba, ahol a pultra állva énekelt, megszolgálva az ingyen édességet.
Hangja, szép arca és az izgalom teljes hiánya szereplés közben már ötéves korára nagy érdeklődést váltott ki. Hatéves korában megnyert egy énekversenyt, amelyet általános iskolák szerveztek. A díj egy apró szereplés volt a "Starmakers Revue" című atlantai rádióműsorban.
Apja 1953-ban meghalt. Tízéves korára a család elsőszámú kenyérkeresőjévé vált: különböző eseményeken, rádió- és tévéműsorokban énekelt.

## Pályája kezdete
Az áttörés számára akkor következett el, amikor visszautasított egy harminc dollárt érő televíziós szereplést Atlantában, hogy meghallgathassa Red Foleyt és az Ozark Jubileet Augustában. Egy augustai DJ rávette Foleyt, hogy a műsor előtt hallgassa meg Brenda Leet. Foleyt ugyanúgy meghökkentette a hatalmas erejű hang, mint előtte mindenki mást és azonnal beleegyezett, hogy Brenda még aznap este a színpadon előadhassa Hank Williams Jambalaya című dalát, mégpedig próba nélkül. Foley így emlékezett:
Még mindig véigfut a hátamon a hideg, ha arra gondolok, amikor először hallottam azt a hangot. Az egyik lába elkezdte ütni a ritmust, mintha préritüzet taposna el, de egyetlen más izom sem rezdült abban a kis testben. És amikor megcsinálta azt a trükkös hajlítást a hangjában, ez eléggé felrázott ahhoz a transzból, hogy észrevegyem, elfelejtettem lemenni a színpadról. Ott álltam, miután 26 év alatt meg kellett volna tanuljam, hogyan kell közönség előtt viselkedni, a szám két mérföld szélesre tátva, üveges szemekkel.
A nézőtéren tapsvihar tört ki, és le sem engedték a színpadról, amíg el nem énekelt még három dalt. Tizenegy éves volt, és jóval kevesebb, mint 150 centiméter. (Felnőttként állítólag 140-145 centiméter magas volt.)
Kevesebb, mint két hónappal később, 1956. július 30-án a Decca Records lemezszerződést ajánlott fel neki. Tizenegy éves korában kezdte a pályáját, rockabilly dalokkal, mint amilyen a "BIGELOW 6-200" és a "Little Jonah." A „Dinamit” című szám, egy alig 140 centiméter magas kislány dala egész életre szólóan megszolgálta számára a „Kis Miss Dinamit” becenevet.
Connie Francisszel együtt ő lett az első női könnyűzenei bálvány. Slágereinek sorozata hatalmas népszerűsége szerzett számára. 1958 karácsonyán jött ki "Rockin' Around the Christmas Tree" című lemeze, amelyből kezdetben csak ötezer példányt tudtak eladni – de végül több, mint ötmillió lett belőle. A DJ-ktől egy másik becenevet is kapott – „a Kis Miss Razz Matazz” – miután 1959 végén nagy sláger lett "Sweet Nothin's," című dala.

## A csúcson
Country énekesként szerzett hírnevet és első lemeze, a "One Step at a Time" (1957) country zene volt. Később azonban menedzserei úgy gondolták, pop zenészként jobban „eladható”, emiatt történt, hogy legismertebb zenéit az 1960-as évektől nem a country rádiók mutatták be és 1969-ig dalainak nyilvánvaló country zenei áthallása ellenére Brenda Leenek nem is volt country slágere.
Legnagyobb sikereit az 1950-es évek végétől a 60-as évek közepéig rockabilly és rock and roll stílusú dalokkal érte el. Legnagyobb sikerű slágerei közé tartozott ebben az időszakban például a country klasszikus Jambalaya (On the Bayou) rockabilly változata, a country zenész Ronnie Self szerezte Sweet Nothin's, az I Want to Be Wanted,, az All Alone Am I és a "Fool #1".
Legnagyobb példányszámban eladott slágere egy karácsonyi dal. 1958-ban, amikor 13 éves volt, Owen Bradley kérte meg, hogy vegye lemezre Johnny Marks dalát, aki már korábban is sikert aratott karácsonyi dalokkal, mint a Gene Autry által előadott Rudolph the Red-Nosed Reindeer, vagy a Burl Ives énekelte A Holly, Jolly Christmas. Brenda Lee júliusban énekelte lemezre a Rockin’ Around the Christmas Tree című dalt Hang Garland emlékezetes gitárkíséretével. A Decca novemberben dobta piacra a lemezt, de csak 5000 példányt tudott eladni belőle, és nem lett sokkal sikeresebb a következő évi újrakiadás sem. Ám végül összesen több mint 5 millió példány fogyott el belőle.

## Brenda Lee diszkográfiája

### Kislemezek

#### Top 20 slágerek
Brenda Lee kislemezek a Top 20 közt a Billboard Hot 100, Country vagy a AC listáin az Amerikai Egyesült Államokban vagy az Egyesült Királyságban.
- One Step At a Time (1957) US Pop #43, US C&W #15
- Sweet Nothin's (1960) US Pop #4 / UK #4
- I'm Sorry (1960) US Pop #1 / UK #12
- That's All You Gotta Do (1960) US Pop #6
- I Want to Be Wanted (1960) US Pop #1 / UK #31
- Rockin’ Around the Christmas Tree (1960) US Pop #14 /

1962 UK #6.
- Emotions (1961) US Pop #7 / UK #45
- You Can Depend On Me (1961) US Pop #6
- Dum Dum (1961) US Pop #4 / UK #22
- Fool #1 (1961) US Pop #3 / UK #38
- Let's Jump the Broomstick (1961) UK #12
- Break It to Me Gently (1962) US Pop #2 / UK #46
- Everybody Loves Me But You (1962) US Pop #6, US AC #2
- All Alone Am I (1962) US Pop #3, US AC #1 / UK #7
- Heart In Hand (1962) US Pop #15, US AC #4
- It Started All Over Again (1962) US Pop #29 / UK #15
- Here Comes That Feelin' (1962) US Pop #89 / UK #5
- Speak to Me Pretty (1962) UK #3
- Your Used to Be (1963) US Pop #28, US AC #12
- I Wonder (1963) US Pop #25, US AC #9
- Losing You (1963) US Pop #6, US AC #2 / UK #10
- My Whole World Is Falling Down (1963) US Pop #24, US AC #8
- The Grass Is Greener (1963) US Pop #17, US AC #7
- Alone With You (1964) US Pop #48, US AC #8
- As Usual (1964) US Pop #12, US AC #5 / UK #5
- Is It True? (1964) US Pop #17 / UK #17
- Think (1964) US Pop #25, US AC #4 / UK #26
- When You Loved Me (1964) US Pop #47, US AC #8
- Rusty Bells (1965) US Pop #33, US AC #8
- Too Many Rivers (1965) US Pop #13, US AC #2 / UK #22
- Truly, Truly True (1965) US Pop #54, US AC #9
- Coming On Strong (1966) US Pop #11
- Johnny One Time (1969) US Pop #41, US C&W #50, US AC #3
- Nobody Wins (1973) US Pop #70, US C&W #5
- Sunday Sunrise (1973) US C&W #6
- Wrong Ideas (1974) US C & W #6
- Big Four Poster Bed (1974) US C&W #4
- Rock On Baby (1975) US C&W #6
- He's My Rock (1975) US C&W #8
- Tell Me What It's Like (1979) US C&W #8
- The Cowgirl And The Dandy (1980) US C&W #10
- Broken Trust (w/Oak Ridge Boys, 1980) US C&W #9
- Hallelujah, I Love You So (w/George Jones, 1985) US C&W #15

Notes:
- *A "Rockin' Around the Christmas Tree" 25 hétig volt a karácsonyi kislemezek listáján, felkerült minden évben 1963 és 1969 közt, aztán újra 1973-ban, 1983-ban és 1984-ben. 1997-ben #16 volt az Contemporary listán. Legmagasabb helyezését (#3) a karácsonyi listán az 1965-ös karácsonyi szezonban érte el.
- Más Brenda Lee kislemezek a Billboard Christmas listán többek közt: "Jingle Bell Rock" (#10, 1964 és #8 1967-ben), "This Time of the Year" (#12, 1964) és "Christmas Will Be Just Another Lonely Day" (#24, 1964).

#### Nemzetközi slágerek
Ezek nem szerepeltek jól az Egyesült Államokban (vagy ki sem adták ott őket), de slágerek lettek külföldön:
- Let's Jump the Broomstick (1961) UK #12
- Speak to Me Pretty (1962) UK #3
- Ich will immer auf dich warten (1964) Germany #13, Holland #33
- Jingle Bell Rock (1964) Germany #1
- Is It True/What'd I Say (1964) UK #17 (A-track released separately in US)
- One Rainy Night in Tokyo (in Japanese)(1965) #1 Japan
- If You Love Me (1965) #1 Japan
- I'm Sorry (1978) #1 France

### Albumválogatás
| Év   | Album | US pop albumok |
| 1959 | Grandma, What Great Songs You Sang! | -              |
| 1960 | Brenda Lee | 5              |
| 1960 | This Is… Brenda | 4              |
| 1961 | Emotions | 24             |
| 1961 | All the Way (#20 UK) | 17             |
| 1962 | Sincerely | 29             |
| 1962 | Brenda, That's All (#13 UK) | 20             |
| 1963 | All Alone, Am I (#8 UK) | 25             |
| 1963 | Let Me Sing | 39             |
| 1964 | By Request | 90             |
| 1964 | Merry Christmas From Brenda Lee | 7              |
| 1965 | Top Teen Hits | -              |
| 1965 | The Versatile Brenda Lee | -              |
| 1965 | Too Many Rivers | 36             |
| 1966 | Bye Bye Blues (#21 UK) | 94             |
| 1966 | 10 Golden Years | 70             |
| 1966 | Coming On Strong | 94             |
| 1967 | For the First Time, Brenda and Pete (Pete Fountainnal) | 187            |
| 1968 | Good Life | -              |
| 1969 | Reflections In Blue | -              |
| 1969 | The Show For Christmas Seals (Tennessee Ernie Forddal) | -              |
| 1969 | Johnny One Time | 98             |
| 1970 | Memphis Portrait | -              |
| 1973 | A Whole Lotta Love | -              |
| 1973 | The Brenda Lee Story: Her Greatest Hits | -              |
| 1974 | Brenda (Warner Bros.) | -              |
| 1974 | New Sunrise | -              |
| 1975 | Brenda Lee Now | -              |
| 1975 | Sincerely, Brenda Lee | -              |
| 1976 | L.A. Sessions | -              |
| 1980 | Even Better | -              |
| 1980 | Take Me Back | -              |
| 1980 | Little Miss Dynamite (#15 UK; Britain-only compilation) | -              |
| 1981 | Only When I Laugh | -              |
| 1982 | Greatest Country Hits | -              |
| 1983 | Kris, Willie, Dolly & Brenda…the Winning Hand (Kris Kristoffersonnal, Dolly Partonnal és Willie Nelsonnal) | -              |
| 1983 | 25th Anniversary (#65 UK) | -              |
| 1984 | The Very Best of Brenda Lee (#16 UK) | -              |
| 1985 | Feels So Right | -              |
| 1991 | Brenda Lee (Warner Bros.) | -              |
| 1991 | A Brenda Lee Christmas | -              |
| 1992 | Greatest Hits Live | -              |
| 1994 | The Very Best of Brenda Lee (#20 UK) | -              |
| 1995 | Coming On Strong | -              |
| 2007 | Gospel Duets with Treasured Friends (Vince Gillel, Huey Lewissel, Dolly Partonnal, Kix Brookssal, Ronnie Dunnal, Martina McBride-dal, George Jonessal, Alison Kraussal, Pam Tillissal, Emmylou Harrissal és Charlie Danielssel) | -              |

## További információ
- Hivatalos oldal
- Brenda Lee a Facebookon
- Brenda Lee az Internetes Szinkronadatbázisban (magyarul)
- Brenda Lee az Internet Movie Database-ben (angolul)
- Brenda Lee a Rotten Tomatoeson (angolul)